# Moya O'Sullivan
Moya O'Sullivan est une actrice australienne, née le 8 juin 1926 et morte le 16 janvier 2018 à Bondi Junction en Australie.

## Filmographie
- 1961 : The Story of Peter Grey (série télévisée) : Anne Vail
- 1972 : Number 96 (série télévisée) : Phyllis Pratt (1975)
- 1977 : Cop Shop (série télévisée) : Lorna Close
- 1979 : Ride on Stranger (TV) : Ada Jones
- 1979 : A Place in the World (feuilleton TV)
- 1981 : The Best of Friends : Mrs. Malone
- 1982 : Jonah (feuilleton TV)
- 1982 : Filles et garçons (Sons and Daughters) (série télévisée) : Aileen Keegan (1982)
- 1983 : Midnite Spares : Caravan Lady
- 1985 : Flight Into Hell
- 1986 : Hey Dad..! (série télévisée) : Grandma Lois Kelly
- 1986 : Whose Baby (TV) : Amelia Williams
- 1986 : Playing Beatie Bow : Granny
- 1988 : Alice in Wonderland (vidéo) : Duchess, Queen of Hearts (voix)
- 1988 : Richmond Hill (série télévisée) : Beatrice White
- 1988 : Danger Down Under (TV)
- 1989 : Body Surfer (feuilleton TV) : Mrs. Mortimer
- 1992 : The Adventures of Skippy (série télévisée) : Thelma
- 1992 : Garbo : Freda
- 1999 : Two Hands : Mrs Fletcher
- 1988 : Summer Bay (série télévisée) : Gladys Adams (2001, 2003)